# 李德亮
李德亮（1967年9月19日—）是一名中国跳水运动员。金砂三李之一。
他在1988年夏季奥林匹克运动会中，参加了跳水男子3米跳台项目并获得铜牌。他也参加了1990年亚洲运动会，获得一枚金牌和一枚银牌。